# World Federation of Right to Die Societies
La World Federation of Right to Die Societies (Federazione Mondiale delle Società per il Diritto di Morire) è una federazione internazionale di associazioni che promuovono il diritto all'eutanasia.
Fondata nel 1980, attualmente raccoglie l'adesione di 46 associazioni in 27 paesi.
In Italia ne sono membri le associazioni Exit Italia e Libera Uscita.